# Ve législature du royaume de Sardaigne

La Ve législature du royaume de Sardaigne (en italien : La V Legislatura del Regno di Sardegna) est la législature du royaume de Sardaigne qui a été ouverte le 19 décembre 1853 et qui s'est fermée le 25 octobre 1857. 

## Gouvernements
- Gouvernement Cavour I
  - Du 4 novembre 1852 au 4 mai 1855
  - Président du Conseil des ministres : Camillo Cavour
- Gouvernement Cavour II
  - Du 4 mai 1855 au 19 juillet 1859
  - Président du Conseil des ministres : Camillo Cavour

## Président de la chambre des députés
- Carlo Bon Compagni di Mombello
  - Du 19 décembre 1853 au 7 janvier 1857
- Carlo Cadorna
  - Du 7 janvier 1857 au 25 octobre 1857

## Président du sénat
- Giuseppe Manno
  - Du 19 décembre 1853 au 12 novembre 1855
- Cesare Alfieri di Sostegno
  - Du 12 novembre 1855 au 16 juillet 1857